# Ilhamija Žepčak
Šejh Ilhamija Žepčak (poznat i kao Šejh es-Sejjid Abdulvehhab Ilhami-baba el Bosnevi)  (Žepče, 1773. – Travnik, 1821.), bosanskohercegovački je teolog i alhamijado pjesnik, šejh nakšibendijskog tarikata.

## Životopis
Rođen u Žepču. Ilhamijin učitelj bio je sin pjesnika Abdulaha Karahodže Ahmed (rođ. 1730-ih).
U Žepču se školovao u medresi džamije Ferhadije, glavne džamije u rodnom gradu. U fojničkoj tekiji učio mistiku (sufizam). Zatim ušao u nakšibendijski derviški red i hodočastio u Meku i stekao naslov hadži. Zadnjih godina života bio imam i hatib u Posljednje godine života službovao je kao imam i hatib (propovjednik i vjeroučitelj) u glavnoj žepačkoj džamiji.
Piše pod snažnim utjecajem pučkog pjesništva. Po plodnosti jedan predstavnika hrvatske aljamijado književnosti s najvećim opusom. Autor zbirke pjesama Dîwân na hrvatskom, arapskom i turskom jeziku. U pjesmama politički angažiran. Nedvosmisleno iskazivao nezadovoljan sveopćim stanjem u Osmanskom Carstvu. Opus mu čine pobožne i poučne pjesme (ilahije i kaside) na hrvatskom, turskom jeziku te nekoliko njih na arapskom. Autor jednog katekizma islamskog vjeronauka, male islamske početnice za djecu.
Politički buntovan što je za cijenu imalo njegov život. Zbog stavova iskazanih u pjesmama uhićen. Uhićen na prijevaru. Bosanski valija, kojeg je Ilhamija izrijekom spominjao u nekim kasidama, pozvao ga je u Travnik. Bosanski valija, vezir Dželaleddin-paša (Seid Ali Dželal-paša) dao je nalog za Ilhamijino pogubljenje i još nekih drugih uglednih Bosanaca. Bile su to tri krvave godine Dželal-pašina vezirovanja "mnogi alajbeg, beg i kapetan nedužno je platio glavom, to je fakat", sretniji su svoj život iskupili svoj život skupim plaćanjem, ugledne kapetane opremio je u progonstvu uz uvjet da se nitko ne smije vratiti u Bosnu, neki su se spasili bijegom iz Travnika ili čak napustivši cijelu Bosnu čekajući bolja vremena. Pogubljen je u Travniku u varoškoj tvrđavi. Na mjestu gdje je pogubljen, na periferiji grada sahranjen je i podignuto je turbe. Srušeno 1959. kada su njegovi ostaci preneseni u starije turbe u zapadnom dijelu Travnika. Nalazi se iza katoličke crkve, u Potur-mahali, unutar starog muslimanskoga greblja. I danas na glasu kao jedan od najvećih moralnih uzora u Bosni i Hercegovini.

## Vanjske poveznice
- Bportal.ba  Arhivirana inačica izvorne stranice od 19. veljače 2021. (Wayback Machine) FOTO Travnik: Ilhamijino turbe posjetioci napuštaju nadahnuti, 23. travnja 2016.
- Travnicki.info  Arhivirana inačica izvorne stranice od 25. travnja 2016. (Wayback Machine)